# HC Sparta Prag
Der HC Sparta Prag (offiziell: HC Sparta Praha a.s.) ist ein tschechischer Eishockeyklub aus Prag, der in der höchsten Spielklasse Tschechiens, der Extraliga, spielt.

## Vereinsgeschichte

Logo zwischen 1993 und 2014

1903 wurde im  Sportverein Sparta Prag eine Bandy-Abteilung gegründet, aus der 1909 ein Eishockey-Klub hervorging. Dieser gehörte der höchsten tschechoslowakischen Spielklasse von ihrer Gründung 1936 bis zu ihrer Auflösung 1993 mit Ausnahme der Saison 1950/51 ständig an. Vier Meisterschaften errang Sparta, zwei Mitte der 1950er Jahre und zwei Anfang der 1990er Jahre. In der eigenständigen tschechischen Liga feierte Sparta bislang vier Meistertitel. Neben diesen nationalen Erfolgen nahm die Mannschaft auch mehrfach an internationalen Turnieren teil und gewann dabei 1962 und 1963 den Spengler Cup. Zudem stand das Team zweimal im Finale eines europäischen Club-Wettbewerbs: 2000 verlor Sparta das Finale der European Hockey League gegen den HC Metallurg Magnitogorsk, acht Jahre später wurde Sparta hinter HK Metallurg Magnitogorsk erneut Zweiter des IIHF European Champions Cup 2008.

## Vereinsnamen
Bis 1948 AC Sparta Praha, 1948 Sokol Sparta, ab 1949 Sokol Bratrství Sparta, ab 1951 Sokol Sparta Sokolovo, ab 1953 Spartak Praha Sokolovo, ab 1965 Sparta ČKD Praha, seit 1990 HC Sparta Praha.

## Mannschaft

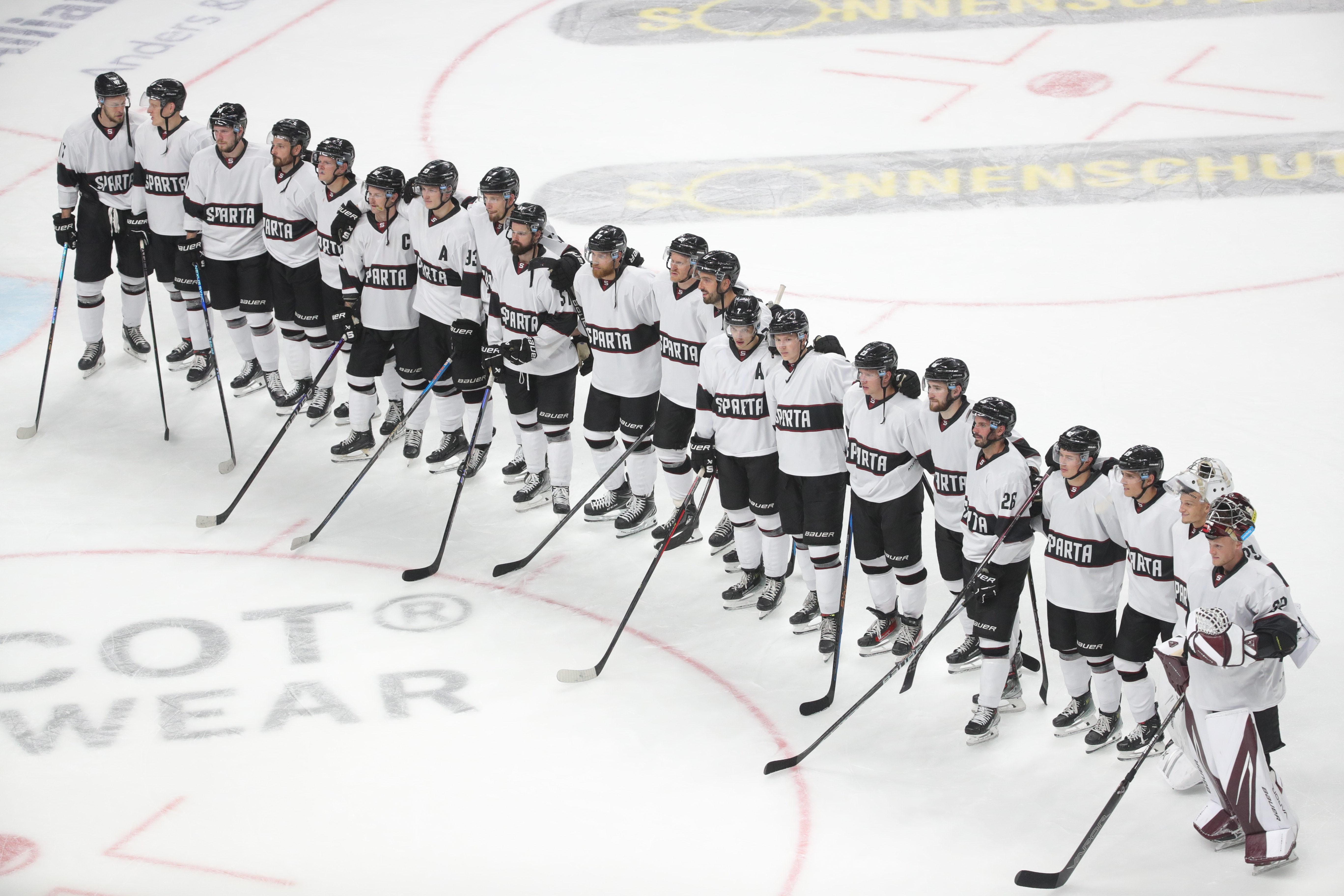
Das Team der Saison 2023/24 nach einem Vorbereitungsspiel gegen die Eisbären Berlin im August 2023.

### Ehemalige bekannte Spieler
Zum hundertjährigen Bestehen des HC Sparta Prag wurden Jan Havel, Jiří Holeček, Karel Gut, Jiří Hrdina und Vladimír Zábrodský in das All-Star-Team des Vereins gewählt.
- Karel Gut
- Petr Bříza
- Martin Havlát
- Robert Lang
- Petr Nedvěd
- David Výborný
- Jiří Holeček
- František Kučera
- Martin Ručínský
- Dominik Simon
- Patrik Štefan
- Michal Sýkora

### Meistermannschaften
- 1953

| Torhüter      | Jiří Hanzl, Mangl                                                                      |
| Abwehrspieler | Cee, Zdeněk Ujčík, Podrázský, Karban František Tikal                                   |
| Stürmer       | Kus, Vladimír Zábrodský, Miloslav Pospíšil, Vecko, Kameník, Prchal, Jan Hanzl, Ziegler |
| Trainer       | Vladimír Zábrodský (als Spielertrainer)                                                |

- 1954

| Torhüter      | Jiří Hanzl, Mangl, Podhorský                                                                     |
| Abwehrspieler | Karel Gut, Zdeněk Ujčík, Cee, Kubera, Podrázský                                                  |
| Stürmer       | Jan Hanzl, Vladimír Zábrodský, Miloslav Pospíšil, Kameník, Prchal, Vecko, Matys, Ziegler, Karban |
| Trainer       | Vladimír Zábrodský (als Spielertrainer)                                                          |

- 1990

| Torhüter: Petr Bříza, Ivo Čapek Abwehrspieler: Leo Gudas, Jiří Kročák, Jaromír Látal, Jan Reindl, Martin Maškarinec, Jiří Vykoukal, Pavel Táborský, Robert Kostka Angriffsspieler: Jiří Doležal senior, Martin Hosták, Vladimír Petrovka, Evžen Musil, Jaromír Kverka, Jan Tlačil, Richard Žemlička, Pavel Gross, Luboš Pázler, Pavel Geffert, Jiří Hlinka, Milan Černý, Martin Rousek, Ladislav Svoboda Trainerstab: Josef Horešovský, Stanislav Berger |

- 1993

| Torhüter      | Ivo Čapek, Radek Tóth |
| Abwehrspieler | Jan Boháček, Robert Kostka, Jiří Kročák, Pavel Táborský, Jiří Vykoukal, Václav Burda, Pavel Šrek, Leo Gudas, Zdeněk Toužimský |
| Stürmer       | Pavel Geffert, Milan Kastner, David Výborný, Jiří Zelenka, Petr Hrbek, Michal Sup, Vladimír Petrovka, Martin Rousek, Ladislav Svoboda, Luboš Pázler, Jaromír Kverka, Zbyněk Kukačka, Jiří Hlinka, Tomáš Kotrba, Petr Podhorocký, Jan Pína |
| Trainer       | Pavel Wohl, Josef Horešovský |

- 2000:

| Torhüter        | Petr Bříza, Petr Přikryl |
| Abwehrspieler   | František Kučera, Jaroslav Nedvěd, Michal Sýkora, František Ptáček, Pavel Šrek, Ladislav Benýšek, Miha Rebolj, Martin Holý |
| Angriffsspieler | David Výborný, Jaroslav Hlinka, Patrik Martinec, Richard Žemlička, Jiří Zelenka, Michal Broš, Vladimír Vůjtek, Ondřej Kratěna, Václav Novák, Václav Eiselt, Martin Chabada, Petr Havelka, Pavel Kašpařík, Josef Slanec, Jaroslav Roubík |
| Trainer         | František Výborný und Pavel Hynek |

- 2002:

| Torhüter        | Petr Bříza, Petr Přikryl |
| Abwehrspieler   | Jaroslav Nedvěd, František Ptáček, Valdemar Jiruš, Pavel Šrek, Jan Srdínko, Radek Hamr, Jan Hanzlík, František Kučera, Libor Zábranský, Martin Richter                                                                     |
| Angriffsspieler | Jiří Zelenka, Jaroslav Hlinka, Richard Žemlička, Ondřej Kratěna, Michal Broš, Martin Chabada, Róbert Tomík, Radek Bělohlav, Jan Tomajko, Václav Novák, Pavel Kašpařík, Michal Sivek, Petr Havelka, Tomáš Netík, David Hnát |
| Trainer         | Václav Sýkora, Pavel Hynek |

- 2006:

| Torhüter        | Petr Bříza |
| Abwehrspieler   | František Ptáček, Marek Černošek, Jiří Vykoukal, Jan Hanzlík, Karel Pilař, Ján Tabaček, Richard Stehlík                                                                         |
| Angriffsspieler | Ondřej Kratěna, Jaroslav Hlinka, Michal Sivek, Petr Ton, Jan Marek, Pavel Kašpařík, Tomáš Netík, Josef Straka, Martin Špaňhel, Michal Dragoun, Jakub Langhammer, Martin Růžička |
| Trainer         | František Výborný und Marian Jelínek |

- 2007:

| Torhüter        | Tomáš Duba, Dušan Salfický |
| Abwehrspieler   | Jiří Vykoukal, Ladislav Benýšek, Marek Černošek, Jan Hanzlík, Jaroslav Mrázek, Tomáš Protivný, František Ptáček, Richard Stehlík, Ján Tabaček, Karel Pilař                                             |
| Angriffsspieler | Jaroslav Hlinka, Martin Štrba, Petr Ton, David Vrbata, Jiří Zelenka, Michal Dragoun, Jan Hlaváč, Karel Hromas, Ondřej Kratěna, Jakub Langhammer, Tomáš Netík, Martin Podlešák, Luboš Rob, Michal Sivek |
| Trainer         | František Výborný und Marian Jelínek |

## Erfolge
- Tschechoslowakischer Meister: 1953, 1954, 1990, 1993
- Tschechischer Meister: 2000, 2002, 2006, 2007
- Sieger des Spengler Cup: 1962, 1963
- Sieger des Tatra-Pokals: 1950, 1958, 1959, 1980
- 2. Platz European Hockey League: 2000
- 2. Platz IIHF European Champions Cup: 2008

## Heimspielstätte

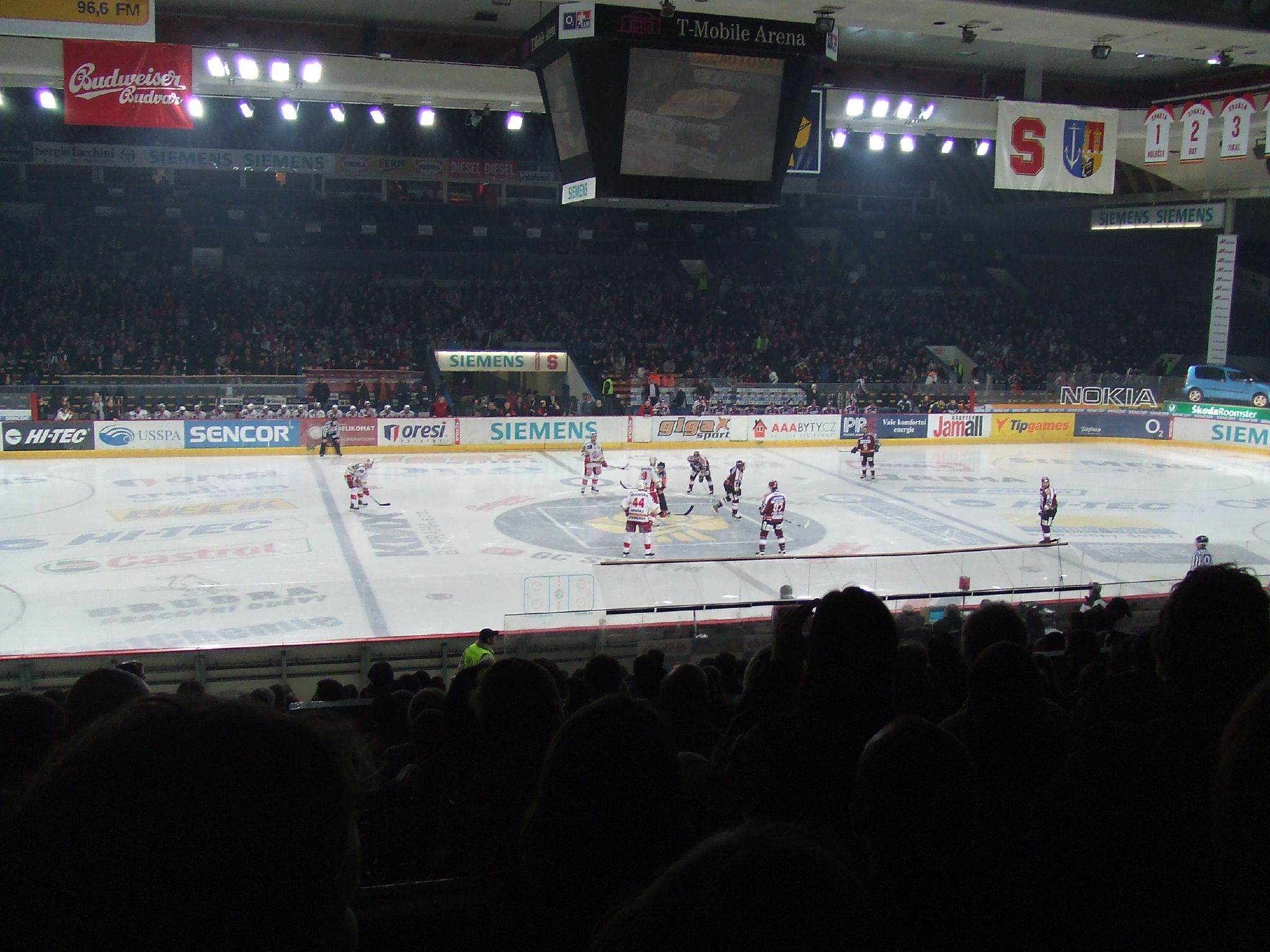
Derby zwischen HC Sparta Prag und HC Slavia Prag, Januar 2007 in der T-Mobile Arena

Sparta Prag bestritt seine Heimspiele in der Tipsport Arena, mit 14.475 Plätzen (offizielle Zuschauerzahl für das ausverkaufte Spiel gegen Slavia Praha am 21. April 2006) das zweitgrößte Eisstadion Tschechiens. Seit 2015 trägt der HC Sparta Prag seine Partien in der O₂ Arena mit über 17.000 Plätzen aus. Nach der Hauptrunde 2018/19 konnten der Verein einen Zuschauerschnitt von 9.042 Zuschauern pro Partie generieren und lag damit europaweit auf Rang 9. Die Auslastung von lediglich 53,07 % war damit die schlechteste aller Mannschaften aus den Top Ten.

## Platzierungen seit 1993
Seit der Gründung der tschechischen Extraliga 1993 konnte der HC Sparta Prag viermal Meister werden und oft auch in das Playoff-Halbfinale vordringen.
| Saison    | Platzierung Reguläre Saison | Punkte | Saisonabschluss | Kapitän                           | Trainer |
| --------- | --------------------------- | ------ | --------------- | --------------------------------- | --- |
| 1993/94   | 5. Platz                    | 48     | 4. Platz        |                                   | Pavel Wohl und Josef Horešovský |
| 1994/95   | 9. Platz                    | 41     | 9. Platz        |                                   | Pavel Wohl und Josef Horešovský, nach Rücktritt ersetzt durch František Výborný und Stanislav Berger                                              |
| 1995/96   | 1. Platz                    | 57     | 3. Platz        |                                   | František Výborný und Stanislav Berger, später ersetzt durch Josef Horešovský                                                                     |
| 1996/97   | 2. Platz                    | 67     | 3. Platz        |                                   | Slavomír Lener und Václav Sýkora |
| 1997/98   | 4. Platz                    | 64     | 4. Platz        |                                   | Slavomír Lener und Václav Sýkora |
| 1998/99   | 4. Platz                    | 63     | 4. Platz        |                                   | Július Šupler und František Výborný, nach Rücktritt von J. Šupler übernahm Pavel Richter                                                          |
| 1999/2000 | 1. Platz                    | 76     | Meister         |                                   | Pavel Richter und František Výborný, nach Rücktritt von P.Richter ersetzt durch František Výborný und Pavel Hynek                                 |
| 2000/01   | 5. Platz                    | 80     | 2. Platz        |                                   | František Výborný und Pavel Hynek, im November übernahm Miloš Říha als Cheftrainer, später wieder ersetzt durch František Výborný und Pavel Hynek |
| 2001/02   | 1. Platz                    | 103    | Meister         |                                   | Václav Sýkora und Pavel Hynek |
| 2002/03   | 3. Platz                    | 93     | 3. Platz        |                                   | Alois Hadamczik und Kamil Konečný |
| 2003/04   | 3. Platz                    | 90     | 3. Platz        |                                   | Alois Hadamczik und Kamil Konečný |
| 2004/05   | 2. Platz                    | 102    | 5. Platz        |                                   | Slavomír Lener, Leo Gudas, Marian Jelínek |
| 2005/06   | 6. Platz                    | 78     | Meister         | Martin Chabada                    | Jaromír Šindel, Jiří Doležal und David Volek, nach dem Rücktritt im November ersetzt durch František Výborný und Marian Jelínek                   |
| 2006/07   | 4. Platz                    | 87     | Meister         | František Ptáček                  | František Výborný, Marian Jelínek |
| 2007/08   | 6. Platz                    | 79     | 6. Platz        | František Ptáček                  | František Výborný, Marian Jelínek |
| 2008/09   | 4. Platz                    | 86     | 3. Platz        | David Výborný                     | František Výborný, Marian Jelínek |
| 2009/10   | 5. Platz                    | 87     | 7. Platz        | David Výborný                     | Pavel Hynek, František Výborný, ab 28. Oktober Miloš Holaň, David Volek                                                                           |
| 2010/11   | 12. Platz                   | 57     | 12. Platz       | David Výborný                     | Miloš Holaň, David Volek, ab 26. Oktober Miloslav Hořava, Radim Rulík                                                                             |
| 2011/12   | 1. Platz                    | 107    | 5. Platz        | Michal Broš                       | Josef Jandač, Richard Žemlička und Patrik Martinec                                                                                                |
| 2012/13   | 5. Platz                    | 86     | 5. Platz        | Michal Broš                       | Richard Žemlička und Jan Votruba, ab Oktober Václav Sýkora und Jan Votruba, ab November 2012 Josef Jandač und Jan Votruba                         |
| 2013/14   | 1. Platz                    | 110    | 3. Platz        | Tomáš Rolinek                     | Josef Jandač, Zdeněk Moták |
| 2014/15   | 4. Platz                    | 94     | 4. Platz        | Tomáš Rolinek                     | Josef Jandač, Zdeněk Moták |
| 2015/16   | 2. Platz                    | 110    | 2. Platz        | Jaroslav Hlinka                   | Josef Jandač, Zdeněk Moták |
| 2016/17   | 3. Platz                    | 94     | 6. Platz        | Jaroslav Hlinka                   | Jiří Kalous, Zdeněk Moták |
| 2017/18   | 10. Platz                   | 71     | 10. Platz       | Jaroslav Hlinka                   | Jiří Kalous, Jaroslav Nedvěd; ab Oktober 2017 František Výborný                                                                                   |
| 2018/19   | 10. Platz                   | 76     | 10. Platz       | Petr Vrána, Jan Piskáček          | Uwe Krupp, Jaroslav Nedvěd |
| 2019/20   | 3. Platz                    | 92     | abgebrochen     | Michal Řepík                      | Uwe Krupp, Jaroslav Nedvěd und Petr Přikryl; ersetzt durch Josef Jandač und Miloslav Hořava                                                       |
| 2020/21   | 1. Platz                    | 108    | 3. Platz        | Michal Řepík                      | Josef Jandač, Miloslav Hořava und Petr Přikryl |
| 2021/22   | 3. Platz                    | 99     | 2. Platz        | Michal Řepík                      | Josef Jandač, Miloslav Hořava, Jaroslav Hlinka, Tomáš Hamara und Petr Přikryl                                                                     |
| 2022/23   | 3. Platz                    | 99     | 5. Platz        | Michal Řepík                      | Pavel Patera, Patrik Martinec und Petr Přikryl; ersetzt durch Miloslav Hořava und Hans Wallson                                                    |
| 2023/24   | 2. Platz                    | 111    | 3. Platz        | Michal Řepík                      | Pavel Gross, Miloslav Hořava und Petr Přikryl |
| 2024/25   |                             |        |                 | Miroslav Forman, Vladimír Sobotka | Pavel Gross, Antonín Stavjaňa, Otakar Vejvoda |